# Mike Weaver (Eishockeyspieler)
Arthur Michael Robert „Mike“ Weaver (* 2. Mai 1978 in Bramalea, Ontario) ist ein ehemaliger kanadischer Eishockeyspieler, der im Verlauf seiner aktiven Karriere zwischen 1996 und 2015 unter anderem 661 Spiele für die Atlanta Thrashers, Los Angeles Kings, Vancouver Canucks, St. Louis Blues, Florida Panthers und Canadiens de Montréal in der National Hockey League auf der Position des Verteidigers bestritten hat. Seine größten Karriereerfolge feierte Weaver jedoch in der American Hockey League und International Hockey League, wo er im Jahr 2001 mit den Orlando Solar Bears den Turner Cup der IHL sowie im Jahr 2002 im Trikot der Chicago Wolves den Calder Cup der AHL gewann.

## Karriere
Der 1,79 m große Verteidiger spielte zunächst für das Team der Michigan State University im Ligabetrieb der National Collegiate Athletic Association, bevor er am 15. Juni 2000 als ungedrafteter Free Agent von den Atlanta Thrashers verpflichtet wurde.
Zunächst spielte der Rechtsschütze für die Orlando Solar Bears in der IHL sowie für die Chicago Wolves in der AHL, beides Farmteams der Thrashers in tiefklassigeren Ligen, seinen ersten NHL-Einsatz für Atlanta bestritt er während der Saison 2001/02. Auch in den folgenden Jahren pendelte Weaver zwischen Atlanta und Chicago, bis er schließlich 2004 zu den Los Angeles Kings wechselte. Aufgrund des Lockouts spielte er während der ersten Saison bei deren Farmteam, den Manchester Monarchs in der AHL, seine ersten NHL-Spiele für Los Angeles absolvierte er in der folgenden Spielzeit.
Zur Saison 2007/08 wechselte Weaver zu den Vancouver Canucks, die er nach nur einer Spielzeit wieder in Richtung St. Louis Blues verließ. Dort erhielt er nach zwei Spielzeiten keinen neuen Vertrag und wechselte zur Saison 2010/11 zu den Florida Panthers. Vor der Trade Deadline wurde er am 4. März 2014 im Austausch für ein Fünftrunden-Wahlrecht im NHL Entry Draft 2015 an die Montréal Canadiens abgegeben. Dort wurde sein auslaufender Vertrag nach der Saison 2014/15 nicht verlängert, sodass er im Oktober 2015 das Ende seiner aktiven Karriere verkündete.

## Erfolge und Auszeichnungen
| - 1998 CCHA-Meisterschaft mit der Michigan State University - 1999 CCHA Best Defensive Defenseman - 1999 CHA First All-Star Team - 1999 NCAA West Second All-American Team - 2000 CCHA-Meisterschaft mit der Michigan State University | - 2000 CCHA Best Defensive Defenseman - 2000 CCHA First All-Star Team - 2000 NCAA West Second All-American Team - 2001 Turner-Cup-Gewinn mit den Orlando Solar Bears - 2002 Calder-Cup-Gewinn mit den Chicago Wolves |

## Karrierestatistik

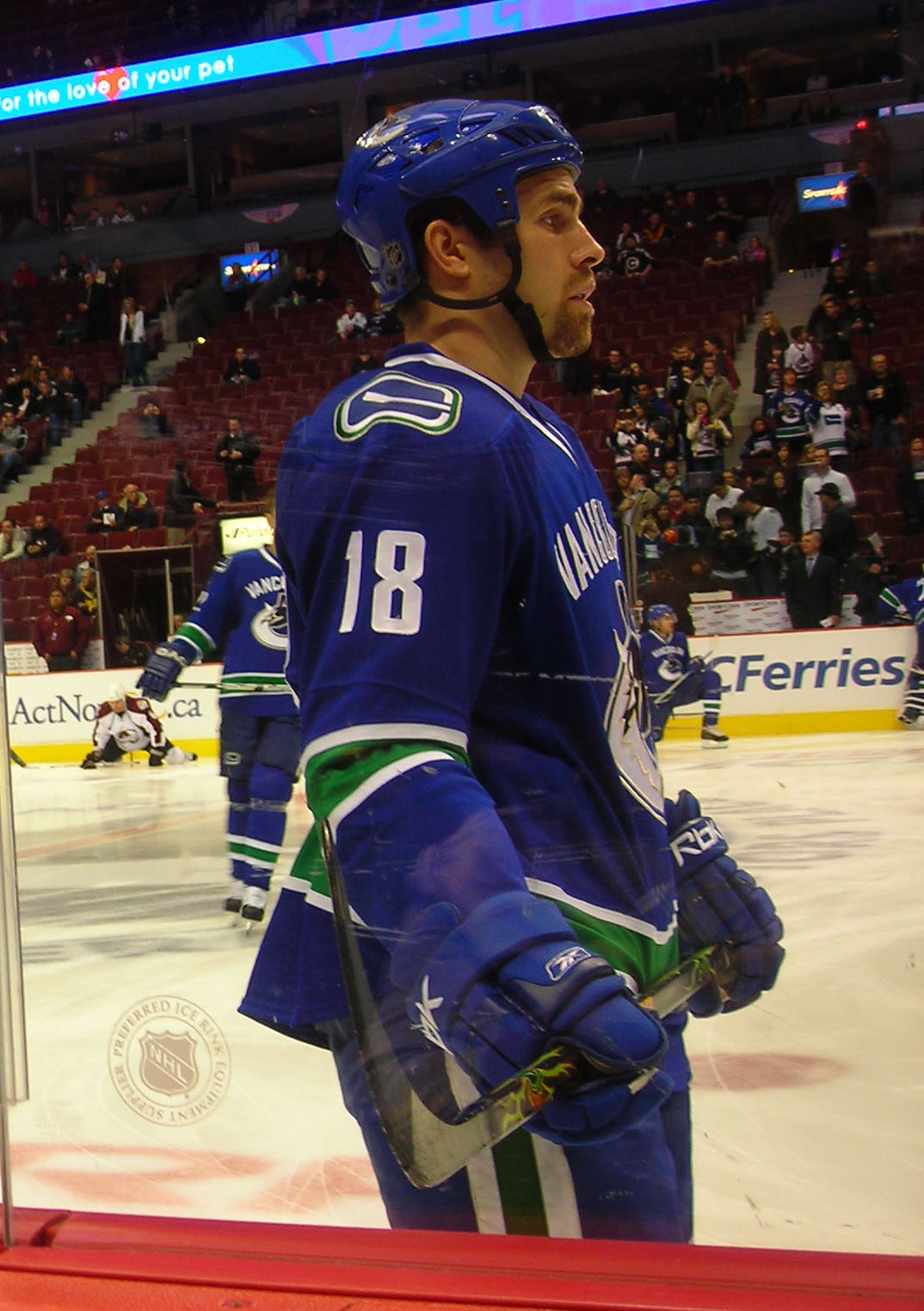
Weaver im Trikot der Vancouver Canucks

(Legende zur Spielerstatistik: Sp oder GP = absolvierte Spiele; T oder G = erzielte Tore; V oder A = erzielte Assists; Pkt oder Pts = erzielte Scorerpunkte; SM oder PIM = erhaltene Strafminuten; +/− = Plus/Minus-Bilanz; PP = erzielte Überzahltore; SH = erzielte Unterzahltore; GW = erzielte Siegtore; 1 Play-downs/Relegation; Kursiv: Statistik nicht vollständig)